# Milan Spremo
Milan Spremo (in serbo Милан Спремо?; Novi Sad, 27 aprile 1995) è un calciatore serbo, difensore dell'Igman Konjic.

## Carriera

### Club
Il 9 febbraio 2023 è stato acquistato a titolo definitivo dalla squadra polacca del ŁKS.